# Đường cao tốc A1 (Pháp)
Đường cao tốc A1 là một đường cao tốc kết nối các thành phố của Pháp nằm giữa Paris và Lille. Nó cũng được gọi là "đường cao tốc phia Bắc" (tiếng Pháp: "Autoroute du Nord") hoặc "đường cao tốc Paris – Lille" (tiếng Pháp: "Autoroute Paris – Lille"). Khởi công từ năm 1950 ở giữa Lille và Carvin, đường cao tốc được hoàn thành vào năm 1967; đây là tuyến đường cao tốc đầu tiên nối Paris với một đô thị lớn của Pháp.
Dài 211 km, đường cao tốc phục vụ phần ngoại ô phía Bắc Paris, đáng chú ý như Stade de France, Le Bourget, sân bay Paris-Charles-de-Gaulle và công viên giải trí Astérix. Tiếp đến, nó đi ngang vùng Picardie, song song với LGV Nord (tuyến đường sắt cao tốc phía Bắc), mà không gặp trực tiếp các thành phố lớn của khu vực này.
Ở giữa lộ trình, đoạn giữa Amiens và Saint-Quentin, cách Paris 120 km ở khu vực Ablaincourt-Pressoir, A1 giao nhau với đường cao tốc A29. Hai mươi cây số sau đó, A1 chia tách và cho ra đời đường cao tốc A2 (được gọi là Paris – Bruxelles). A1 tiếp tục hướng đến Lille, giao nhau với đường cao tốc A26 hướng Calais, tiếp đó là với đường cao tốc A21 hướng Douai và Lens; nó tiếp tục đến Villeneuve-d'Ascq nhờ vào đường cao tốc A22. Cuối cùng, tại điểm đến ở Lille, A1 giao nhau với đường cao tốc A25 hướng Dunkerque.

## Lịch sử

### Thập niên 1930: Các dự án khác nhau
Tại đại hội quốc tế lần đầu tiên về đường cao tốc diễn ra tại Genève từ ngày 31 tháng 8 đến ngày 2 tháng 9 năm 1931, một kỹ sư của Trường cầu đường quốc gia mô tả một đường cao tốc đi từ Le Bourget đến Lille với một chỗ rẽ về hướng Calais ở phần trên của Breteuil. Tuyến đường này sẽ có chiều dài 209,500 km, trong đó có 84,700 km trên đoạn chung. Dựa theo các tính toán, dự án đường cao tốc của vị kỹ sư này sẽ có chi phí 330 triệu franc cho 209,500 km tuyến đường nối Paris và Lille, tương đương 1.575.000 franc cho một cây số.
Trong dự án Prost, tuyến đường phía Bắc này phục vụ chủ yếu để kết nối Paris với sân bay Paris-Le Bourget. Tuyến đường này bắt đầu từ phía đông sân bay, trên quốc lộ 2 để băng qua La Courneuve, Saint-Ouen và đi vào cửa ô Maillot, ở phía Tây Paris. Tuyến cao tốc này cũng sẽ có thể nhận được luồng phương tiện đến từ Bỉ hoặc miền Bắc nước Pháp bởi các quốc lộ 2 và 17.

### Thập niên 1950–1960: Xây dựng và khánh thành đường cao tốc
Việc khởi công một "tuyến cao tốc phía Nam Lille" đã diễn ra vào tháng 9 năm 1950  trên các công sự cũ của Lille và Carvin. Vào thời điểm này, chỉ có một phần A13 đã được thực hiện tại Pháp. Việc thi công kết thúc vào ngày 15 tháng 10 năm 1954; đường cao tốc được khánh thành vào chín ngày sau đó, bởi Jacques Chaban-Delmas, bộ trưởng Bộ Giao thông Vận tải, và được mở cửa lưu thông vào ngày 15 tháng 11. Tuyến đường này được nối dài đến ga Lille-Flandres vào năm 1954, đến Grand Boulevard vào năm 1960 và đến quốc lộ 17 vào năm 1962.
Trong dự tính ban đầu là A1 sẽ kết thúc ở Cửa ô Paris tại Saint-Denis, tuy nhiên nó đã được quyết định việc nối dài đến đại lộ vành đai vào năm 1960 qua khu Bel-Air, đã bị phá hủy một phần vào dịp này, rồi qua đồng bằng Saint-Denis. Việc thi công của tuyến đường này theo hướng Paris được thực hiện từ năm 1961, qua các đoạn Saint-Denis – Paris (cửa ô Chapelle), rồi Le Bourget – Saint-Denis, việc mở cửa lưu thông giữa Saint-Denis và cửa ô Chapelle được thực hiện vào ngày 17 tháng 12 năm 1965. Phần phía nam trên đại lộ Wilson đã được xây dựng trong một rãnh 6 mét để có thể đi bên dưới các cây cầu đường sắt, 600.000 m3 đất sử dụng đặc biệt cho việc quy hoạch công viên Georges-Valbon. Việc mở rộng A1 sau đó bị Chính phủ từ chối, điều này đẩy nhanh sự suy giảm chất lượng sống và việc đóng cửa các cửa hàng kinh doanh trên đại lộ. Việc mở rộng chỉ được thực hiện vào thời điểm xây dựng Stade de France.
Năm 1958, đoạn giữa Carvin và Gavrelle được thực hiện. Ngày 30 tháng 12 năm 1964, Marc Jacquet, bộ trưởng Bộ Giao thông Vận tải, khánh thành 35 km các làn đường đã xây xong, giữa Senlis và Le Bourget, những làn đường trả phí đầu tiên ở Pháp và phải phục vụ sân bay mới Roissy. Đoạn giữa Senlis và Roye được khánh thành vào ngày 29 tháng 11 năm 1965 bởi Marc Jacquet, và đây là thời điểm mà tuyến cao tốc này có tên A1. Tuyến đường này kết thúc bằng việc mở các đoạn nối Roye với Bapaume vào ngày 16 tháng 12 năm 1966, rồi Bapaume với Fresnes-lès-Montauban vào ngày 29 tháng 11 năm 1967. René Chopin, chủ tịch SANEF, công ty quản lý việc bảo trì đường cao tốc, công bố sau đó rằng việc thi công đường cao tốc phía Bắc có tổng chi phí là 1.172 triệu franc. Ngay khi hoàn thành, đường cao tốc A1 là đường bộ Pháp tập trung được lượng lưu thông hàng hóa quan trọng nhất, và một lượng lưu thông của 10.000 phương tiện mỗi ngày được quan sát tại trạm thu phí Fresnes-lès-Montauban. Đây là tuyến đường cao tốc đầu tiên nối Paris với một đô thị lớn của Pháp.

### Thập niên 2000–2010: Hiện đại hóa và cải thiện mạng lưới
Từ đầu năm 2008, trong khu vực Île-de-France, cao tốc A1 (cũng như A15, A115 và một phần của RN 184) không còn được chiếu sáng sau nạn trộm cắp cáp. Đoạn duy nhất trên cao tốc A1 vẫn được chiếu sáng sau nạn trộm cắp là cầu cạn ngay trên kênh Saint-Denis.
Kể từ ngày 22 tháng 4 năm 2009, một làn thử nghiệm dành riêng cho taxi và xe buýt đã được thiết lập trên đoạn cao tốc giữa sân bay CDG và Paris.
Giữa Carvin và Lesquin, đoạn cao tốc A1 đã được phục hồi trong mùa hè các năm 2011, 2012 và 2013.
Các trạm thu phí tại Chamant và Fresnes-lès-Montauban đã được cải tạo lại vào năm 2013.

## Miêu tả

### Các đặc điểm

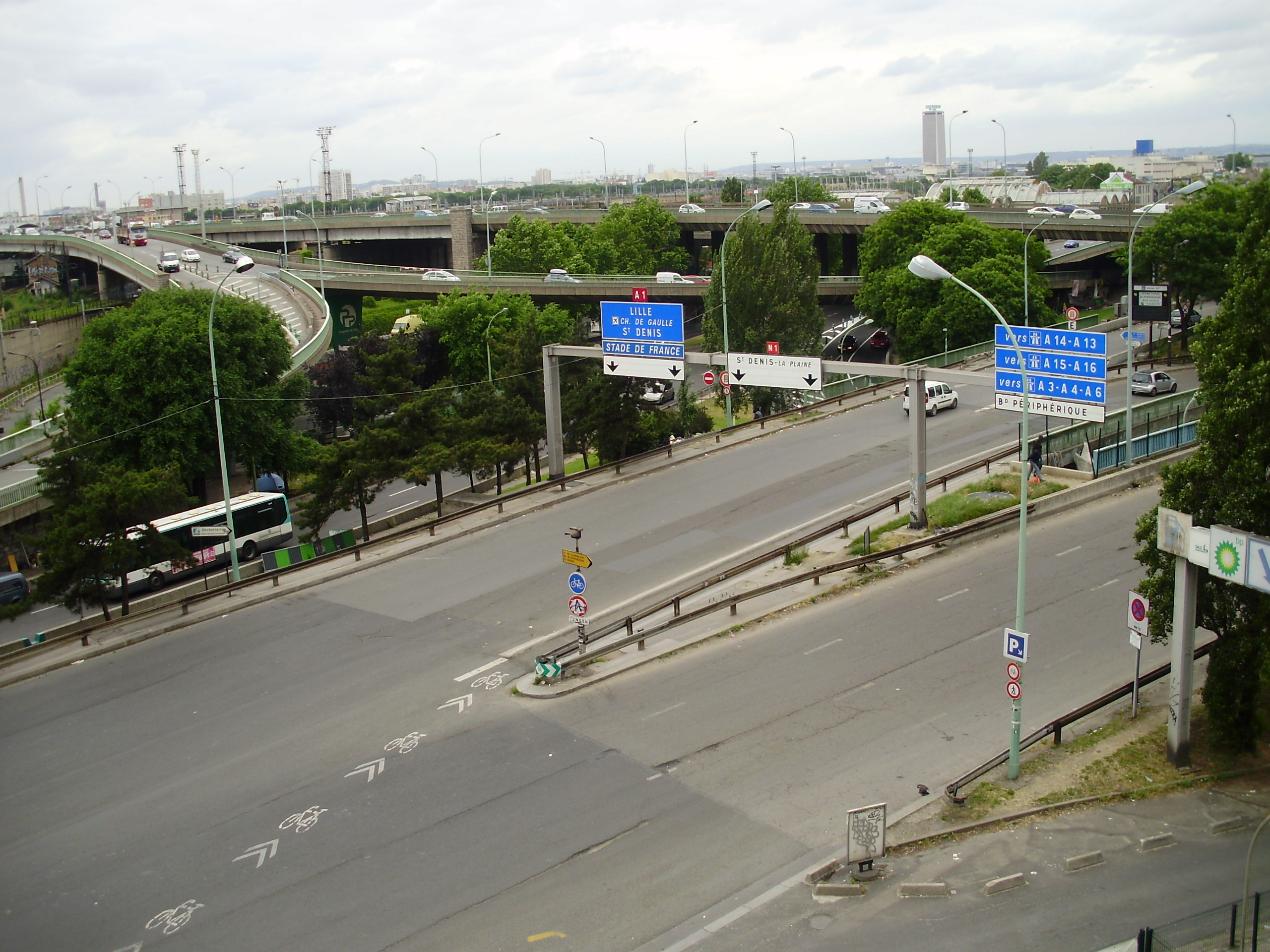
L'Nút giao thông lập thể Cửa ô Chapelle, tại Paris.

Đường cao tốc A1 kết nối cửa ô Chapelle trên đại lộ vành đai Paris đến đường cao tốc A25 và đến quốc lộ 356 tại phần trên của Lille. Chiều dài của nó là 211 km. Đây là đường cao tốc bận rộn nhất của Pháp.
Nó được cấp cho Công ty đường cao tốc Bắc và Đông Pháp (SANEF) trên phần đường trả phí đến hết ngày 31 tháng 12 năm 2032. Đoạn cao tốc A1 giữa nút giao của đường cao tốc A21 và quốc lộ 356 là một phần của Ban quản lý đường giao thông liên tỉnh khu vực phía Bắc.
Đường cao tốc A1 cũng là:
- Tuyến E19 từ 01 Nút giao Cửa ô Chapelle đến nút giao với A2;
- Tuyến E15 từ nút giao A1/A3/A104 đến nút giao A1/A26;
- Tuyến E17 từ nút giao A1/A26 đến 21 Lille;
- Tuyến E42 từ nút giao A1/A27 đến nút giao A1/A25.

Đài radio Sanef 107.7 phủ sóng trên toàn bộ đường cao tốc.

### Các lối ra

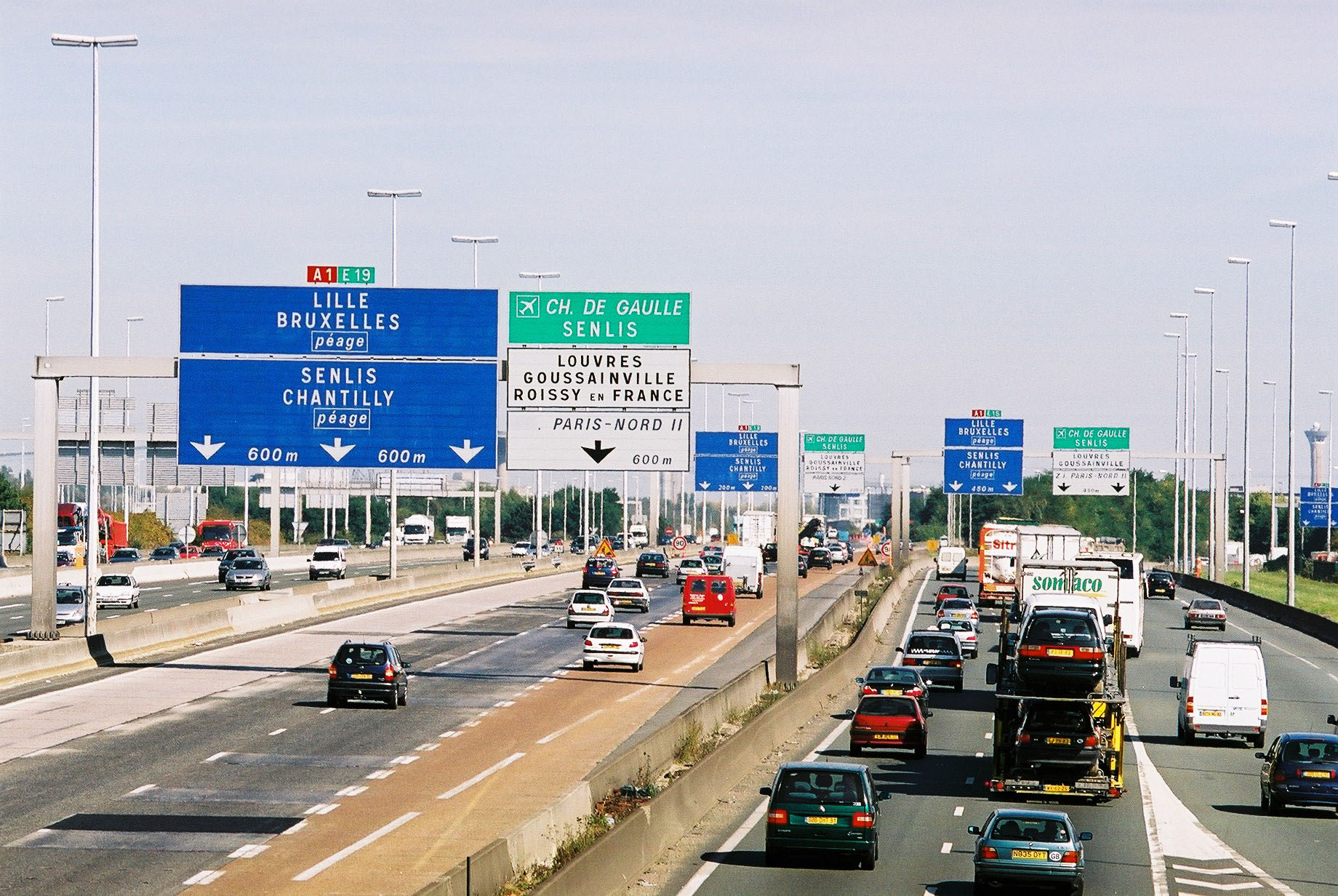
Đường cao tốc A1 tại Roissy-en-France.

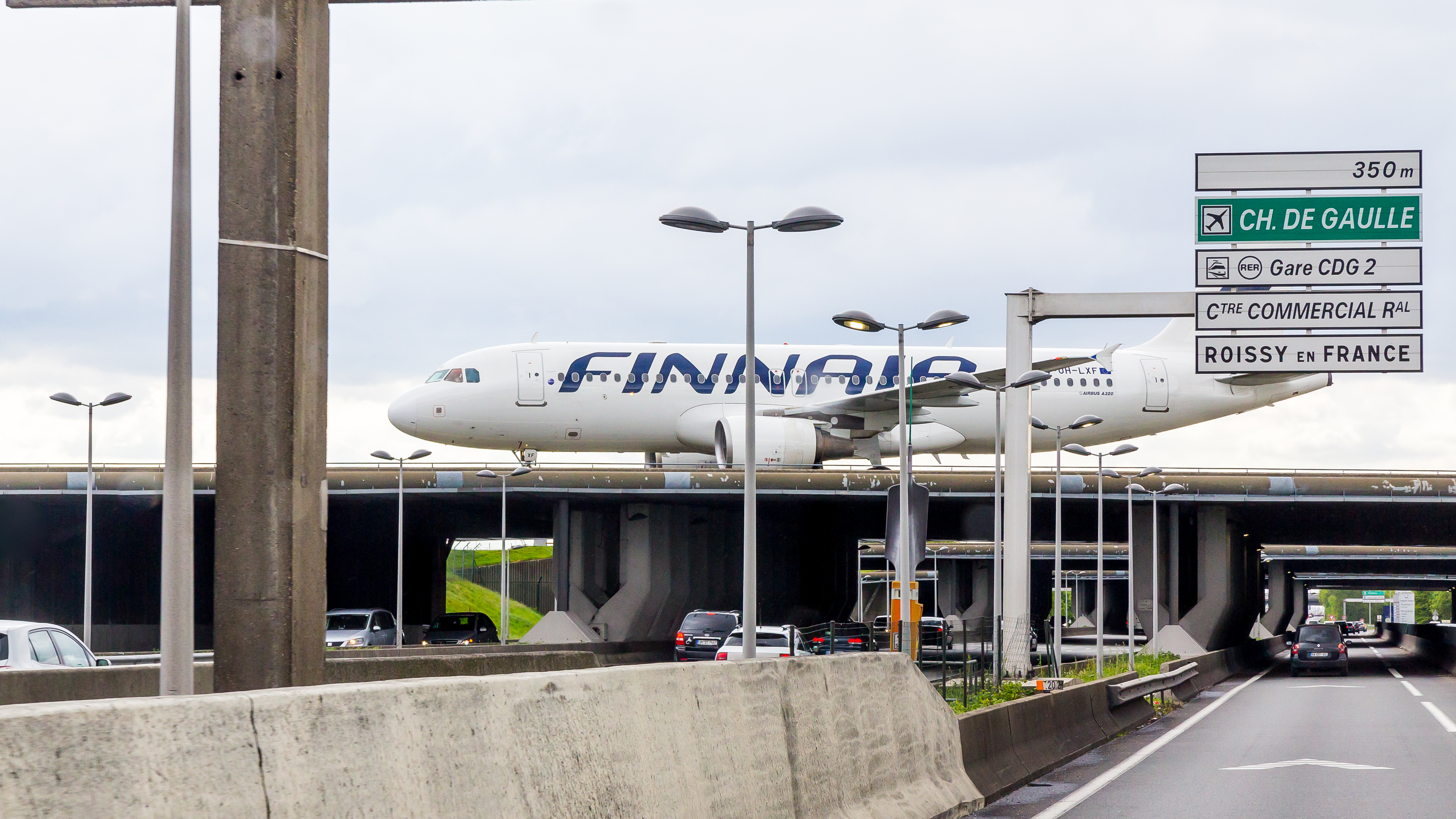
Một chiếc Airbus A320 của hãng hàng không Finnair đang đi trên đường băng của sân bay Paris-Charles-de-Gaulle, ngay phía trên của đường cao tốc A1.

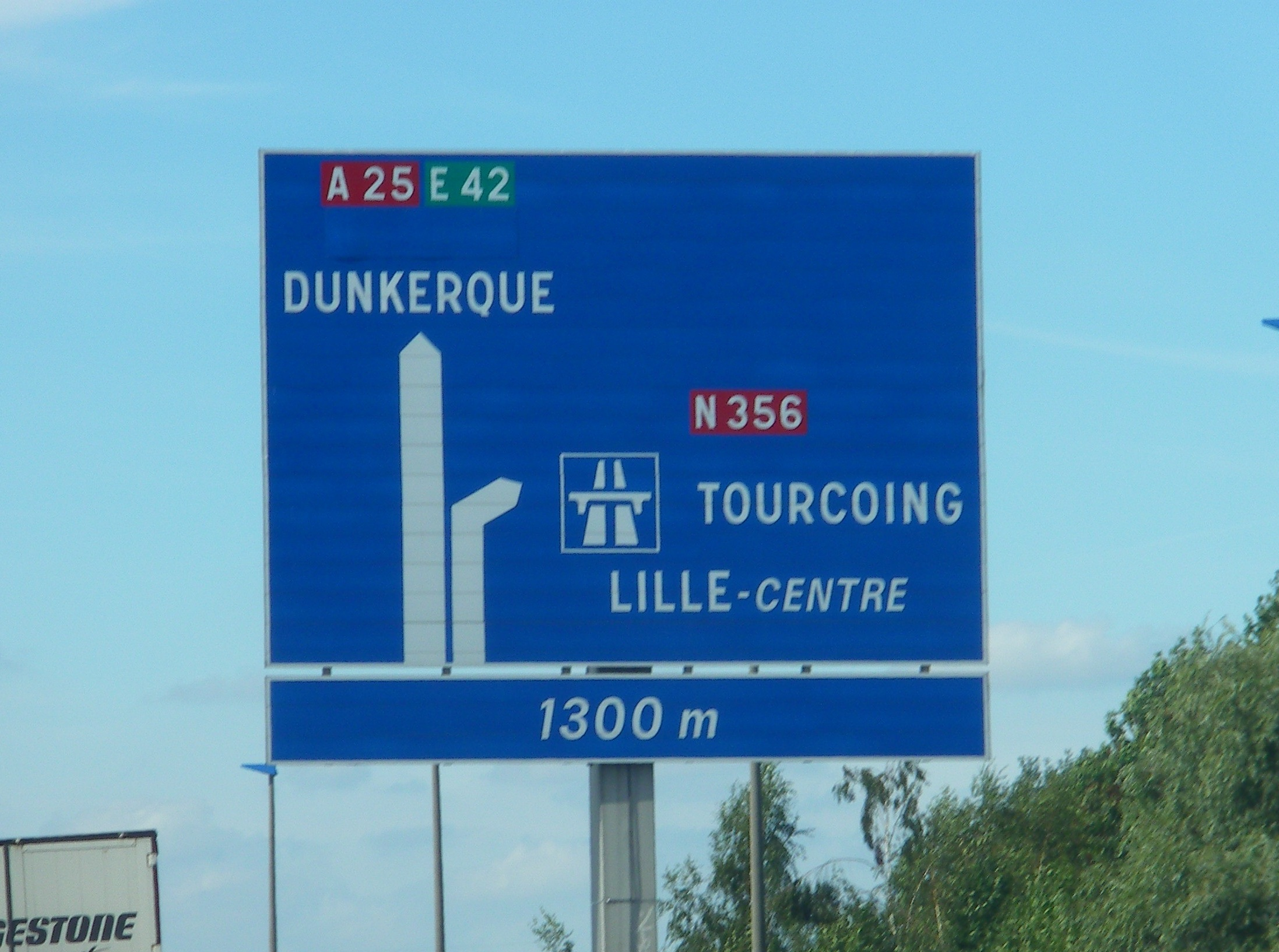
Nút giao thông A1/A25/RN 356 từ khoảng cách 1300 m.

Ghi chú chữ viết tắt của các loại đường:
A (autoroute): Đường cao tốc
E (route européenne): Đường châu Âu
N hay RN (route nationale): Quốc lộ
D hay RD (route départementale): Tỉnh lộ
- Nút giao Đại lộ vành đai Paris/A1 + 1: Paris-trung tâm, Paris-Cửa ô Chapelle

 2 chiều x 4 làn
- Hầm đường bộ Landy (1357 m)
- 2: Saint-Denis-trung tâm, Saint-Ouen, Saint-Denis-Pleyel, Stade de France, hướng A86 (Versailles), hướng A15 (Cergy-Pontoise) bởi RN 410
- 3: Pierrefitte-sur-Seine, Villetaneuse, Saint-Denis-trường đại học, Saint-Denis-Cửa ô Paris bởi RN 401
- 4 a: Stains, Garges-lès-Gonesse bởi RN 301
- 4 b: La Courneuve
- Khu vực dịch vụ tại La Courneuve (cả hai chiều)
- Nút giao A86/A1 (từ/hướng Lille): Nanterre
- 5: Le Blanc-Mesnil, Paris-Cửa ô Villette, La Courneuve, Drancy, Le Bourget
- Nút giao A3/A1 (Bobigny, Drancy, Aulnay-sous-Bois, Lyon, A86 hướng A4, Paris-Cửa ô Bagnolet)

 2 chiều x 3 làn
- Nút giao A104/RD170/A1 (Bởi A104: Soissons, Lyon, Metz-Nancy, Marne-la-Vallée, Meaux và bởi RD170: Gonesse, Sarcelles)

- 6  Nút giao A3/A1: Sân bay CDG, Louvres, Goussainville, Roissy-en-France, Khu công nghiệp Bắc Paris 2 bởi RD 902a và Trung tâm thương mại Aéroville

- Nút giao N104/A1: Amiens, Cergy-Pontoise, Senlis, Louvres, Goussainville (nút giao thông đang được tiến hành)

Bắt đầu đoạn đường trả phí. Chỉ có lối vào công viên giải trí Astérix là miễn phí.
- Khu vực nghỉ ngơi tại Chennevières-lès-Louvres (chiều Lille-Paris)
- Khu vực nghỉ ngơi tại Villeron (chiều Paris-Lille)
- Khu vực dịch vụ tại Vémars-đông (chiều Paris-Lille), tại Vémars-tây (chiều Lille-Paris)
- 7: Chantilly, Survilliers, Ermenonville và Fosses
- Khu vực nghỉ ngơi tại Survilliers (cả hai chiều)
- Công viên giải trí Astérix
- 8: Senlis, Creil, Crépy-en-Valois, Meaux bởi RD 1324
- Trạm thu phí tại Chamant (hệ thống khép kín)
- Khu vực nghỉ ngơi tại Roberval-đông (chiều Paris-Lille), tại Roberval-tây (chiều Lille-Paris)
- 9: Pont-Sainte-Maxence, Compiègne-nam bởi RD 200
- Khu vực nghỉ ngơi tại Chevrières (chiều Paris-Lille), tại Longueil-Sainte-Marie (chiều Lille-Paris)
- 10: Compiègne-tây, Beauvais, Noyon, Clermont, Estrées-Saint-Denis, Arsy bởi RN 31
- Khu vực nghỉ ngơi tại Remy (chiều Paris-Lille), tại Rừng Arsy (chiều Lille-Paris)
- 11: Montdidier (chiều Paris-Lille) HOẶC  Khu vực dịch vụ tại Ressons-đông (chiều Paris-Lille) không thể vào lại cao tốc từ khu vực dịch vụ
- Khu vực dịch vụ tại Ressons-tây (chiều Lille-Paris)
- 11: Compiègne-bắc, Saint-Just-en-Chaussée, Montdidier bới RD 935 (chiều Lille-Paris)
- Khu vực nghỉ ngơi tại Tilloloy-đông (chiều Paris-Lille), tại Tilloloy-tây (chiều Lille-Paris)
- 12: Amiens, Roye, Chauny và Tergnier bởi RD 934
- Khu vực nghỉ ngơi tại Goyencourt-đông (chiều Paris-Lille), tại Goyencourt-tây (chiều Lille-Paris)
- Khu vực nghỉ ngơi tại Fonches-Fonchette (chiều Paris-Lille), tại Hattencourt (chiều Lille-Paris)[15]
- Nút giao A29/A1 (Rouen, Saint-Quentin, Amiens, A26 / Reims)
- 13: Saint-Quentin, Péronne, Ga TGV Haute-Picardie bởi RD 1029
- Khu vực dịch vụ tại Assevillers-đông (chiều Paris-Lille), tại Assevillers-tây (chiều Lille-Paris)
- Khu vực nghỉ ngơi tại Feuillères (chiều Paris-Lille)
- 13.1: Albert và Péronne bởi RD 938 HOẶC  Khu vực nghỉ ngơi tại Maurepas (chiều Lille-Paris) không thể vào lại cao tốc từ khu vực nghỉ ngơi
- Nút giao A2/A1 (Liège, Bruxelles, Mons, Valenciennes, Cambrai)
- Khu vực nghỉ ngơi tại Beaulencourt (chiều Paris-Lille)
- 14: Bapaume, Albert bởi RD 930
- Khu vực dịch vụ tại Saint-Léger (chiều Lille-Paris)
- Khu vực nghỉ ngơi tại Croisilles (chiều Paris-Lille)
- Khu vực dịch vụ tại Wancourt-đông (chiều Paris-Lille), tại Wancourt-tây (chiều Lille-Paris)
- 15: Arras bởi RD 939
- Nút giao A26/A1 (Calais, Lyon/A5-A31, Metz/A4, Reims, Béthune)

- Trạm thu phí tại Fresnes-lès-Montauban (hệ thống khép kín)
- 16: Douai-trung tâm, Arras-trung tâm, Biache-Saint-Vaast, Vitry-en-Artois bởi RD 950
- 16.1: Hénin-Beaumont, Drocourt, Rouvroy bởi RD 40
- 17: Noyelles-Godault bởi RN 43
- Nút giao A21/A1 (Nút giao Hénin-Beaumont-Lens) (Lens, Hénin-Beaumont-bắc)
- 17.1: Khu phức hợp vận tải đa phương thức Delta 3 ở Dourges
- 18: Carvin, Libercourt, Oignies bởi RD 917
- Khu vực dịch vụ tại Phalempin (cả hai chiều)
- 19: Seclin bởi RD 549
- 20: Faches-Thumesnil, Sân bay Lille
- Nút giao A22/A1 (Gent, Roubaix, Villeneuve-d'Ascq/A27, Bruxelles)

2 chiều x 5 làn
- Nút giao A25/A1/RN 356 (Dunkerque, Lille-nam, La Madeleine), Đại lộ vành đai Lille

### Các tác phẩm nghệ thuật
Một đoạn đường bên dưới cao tốc A1 dành cho các loài hươu đã được thiết lập trong rừng Ermenonville (Oise).

### Các địa điểm nhạy cảm

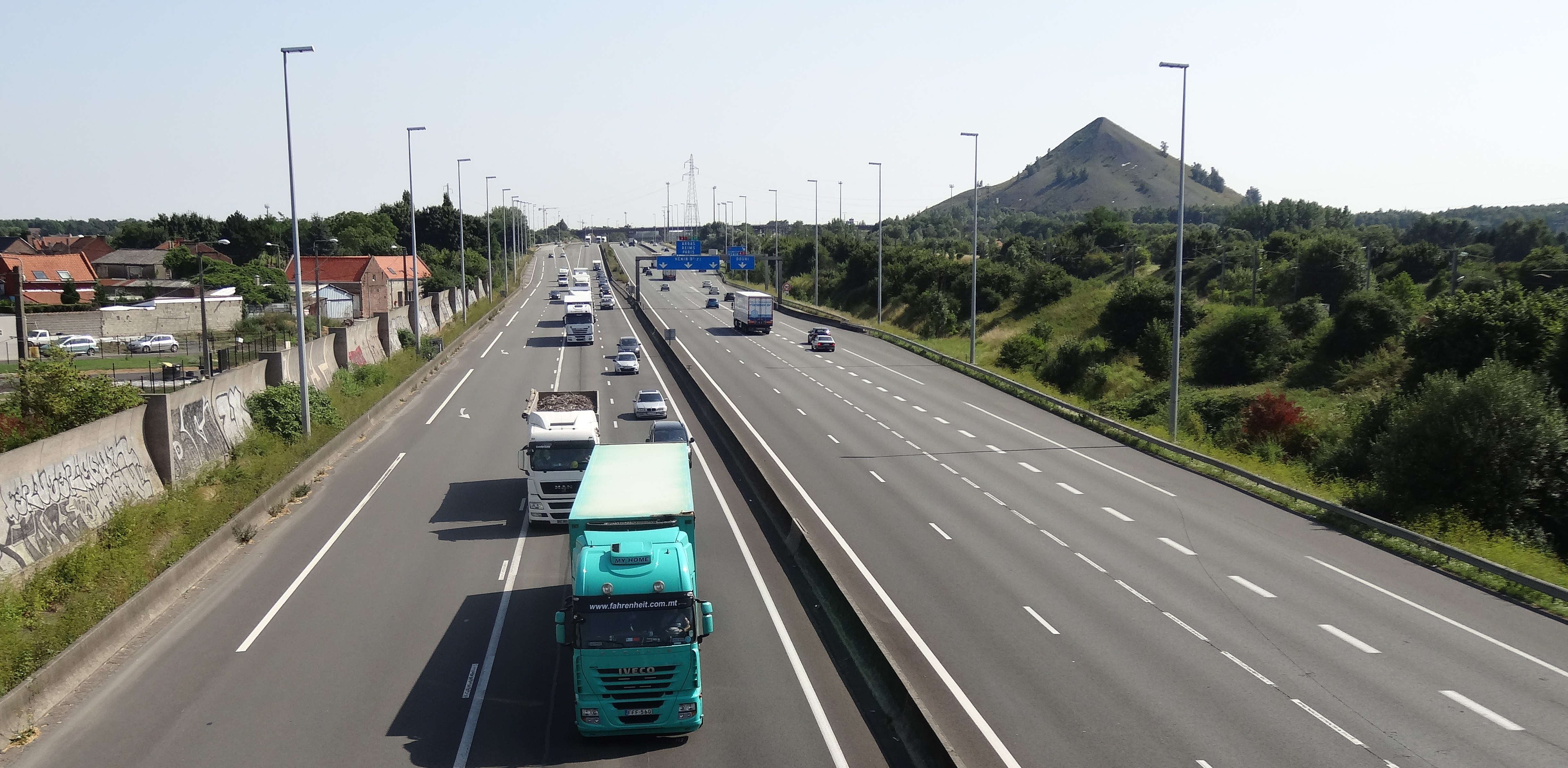
Nút giao Hénin-Beaumont-Lens ngay phía trên cao tốc A1, gần Dourges.

Các lối vào và ra tại Lille thường rất khó lưu thông vào giờ cao điểm:
- thoáng nhất từ/đến lối ra Carvin/Libercourt;
- tệ nhất từ/đến nút giao Hénin-Beaumont-Lens giữa A1 và A21.

Đoạn cao tốc ở đây chỉ có 2x3 làn, ngoại trừ lối vào tại Lille có đến 2x5 làn giữa hai nút giao A1/A27 và A1/A25/đại lộ vành đai Lille.
Các lối vào và ra tại Paris cũng có tình trạng tương tự từ đại lộ vành đai đến lối ra Le Bourget và chiều ngược lại, thậm chí đến cả Villepinte (nút giao A1/A3/A104) vào cuối tuần.
Năm 1995, trên đoạn cao tốc giữa Roissy-en-France và Combles, lưu lượng của các phương tiện tiện ích bao gồm 14.200 xe tải hạng nặng, chiếm 25% tổng số phương tiện. Năm 2006, Viện Thống kê và Nghiên cứu Kinh tế Quốc gia (INSEE) liệt kê được 19.000 phương tiện mỗi ngày tại khu phức hợp vận tải đa phương thức Delta 3; tỷ lệ số xe tải hạng nặng không vượt quá 25%.
Năm 2006, ở hướng đi Lille, tình trạng giao thông rất dày đặc vào giờ cao điểm. Lưu lượng trung bình hàng ngày bao gồm trong khoảng 102.300 phương tiện tại Dourges và 177.200 tại Ronchin.

## Du lịch

### Các địa điểm có thể tham quan ở lân cận
- Paris
- Saint-Denis, Vương cung thánh đường Thánh Denis, Stade de France
- Le Bourget, Musée de l'Air et de l'Espace, Công viên triển lãm hàng không
- Roissy-en-France, Sân bay Paris-Charles-de-Gaulle
- Công viên giải trí Astérix
- Senlis, và rừng Halatte
- Chantilly, Bảo tàng Condé, Bảo tàng Ngựa, Trường đua ngựa Chantilly
- Ermenonville, Công viên Jean-Jacques-Rousseau – Vườn cảnh từ thế kỷ XVIII
- Compiègne, Lâu đài Compiègne
- Péronne, Bảo tàng lịch sử Grande Guerre
- Arras
- Carvin
- Lille

Khi ra mắt đường cao tốc A1, lưu lượng giao thông vào các ngày cuối tuần giữa Corbie et Péronne đã tăng.

### Các tỉnh, vùng đi qua
- Île-de-France
  - Seine-Saint-Denis (93)
  - Val-d'Oise (95)
- Hauts-de-France
  - Oise (60)
  - Somme (80)
  - Pas-de-Calais (62)
  - Nord (59)

## Tác động
Năm 1961, trong lúc xây dựng đoạn cao tốc tại khu vực Artois (nay nằm trong vùng Pas-de-Calais), những người nông dân bị chiếm đất đã yêu cầu củng cố lại đất đai của họ. Điều này đã được chấp nhận ngay năm sau đó, trong điều luật bổ sung của luật định hướng nông nghiệp với hiệu ứng hồi tố.